# Wiesław Protasewicz
Wiesław Tomasz Protasewicz (ur. 1953) – polski urzędnik państwowy, wojewoda siedlecki (1993–1994).

## Życiorys
Ukończył studia w Szkole Głównej Planowania i Statystyki, następnie pracował w Banku Gospodarki Żywnościowej. Był dyrektorem biura zarządu oddziału Polskiego Towarzystwa Ekonomicznego w Siedlcach, a w latach 1981–1982 pracował w Wydziale Handlu miejscowego Urzędu Wojewódzkiego, z którego został zwolniony z powodów politycznych.
W latach 80. zatrudniony w spółce "Mostostal" jako specjalista ds. eksportu. W 1990 powrócił do pracy w Urzędzie Wojewódzkim (na stanowisko dyrektora Wydziału Rozwoju Gospodarczego). W tym samym roku uzyskał mandat radnego Rady Miejskiej w Siedlcach. W wyborach 1991 bez powodzenia ubiegał się o mandat poselski z ramienia ZChN. W marcu 1993 mianowany wojewodą siedleckim na wniosek ZChN. Został odwołany w styczniu 1994 w wyniku wyborów przegranych przez rząd Hanny Suchockiej.
Od 2016 do 2017 członek Rady Nadzorczej PKN Orlen, następnie członek Zarządu do spraw finansowych. Odwołany z tej funkcji decyzją z 28 listopada 2019